# Gas naturale

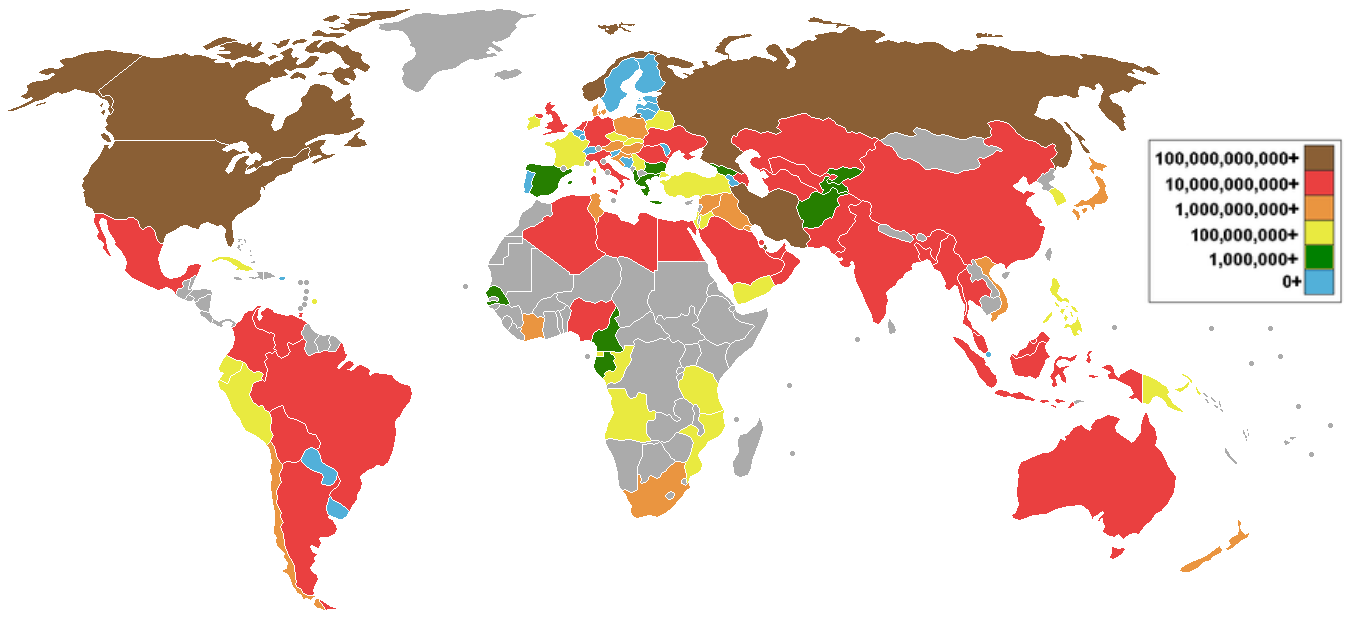
Estrazione mondiale di gas naturale in metri cubi all'anno

Il gas naturale è un gas prodotto dalla decomposizione anaerobica di materiale organico. In natura si trova comunemente allo stato fossile, insieme al petrolio, al carbone o da solo in giacimenti di gas naturale. 
Viene però anche prodotto dai processi di decomposizione correnti, nelle paludi (in questo caso viene chiamato anche gas di palude), nelle discariche, durante la digestione negli animali e in altri processi naturali.Viene, infine, sprigionato nell'atmosfera anche da eruzioni di origine vulcanica.
L'utilizzo del gas naturale come combustibile contribuisce fortemente all'aumento di concentrazione di gas serra responsabile per la crisi climatica. Le emissioni di anidride carbonica risultanti dalla combustione di gas naturale sono pari a circa il 74% di quelle relative alla benzina (a cui vanno aggiunte le rilevanti emissioni prodotte durante l'estrazione e il trasporto).

## Composizione chimica e potere energetico

### Composizione chimica
Il principale componente del gas naturale è per il 70-90% il metano (CH4), la più piccola fra le molecole degli idrocarburi. Normalmente contiene anche idrocarburi gassosi più pesanti come etano (CH3CH3), propano (CH3CH2CH3) e butano (CH3CH2CH2CH3), nonché, in piccole quantità, pentano (CH3CH2CH2CH2CH3).
Sono sempre presenti modeste percentuali di gas diversi dagli idrocarburi, ad esempio anidride carbonica (CO2), azoto, ossigeno (in tracce), gas nobili e solfuro di idrogeno (H2S). Il solfuro d'idrogeno e il mercurio (Hg) sono considerati i contaminanti più nocivi, che devono essere rimossi prima di qualsiasi utilizzo.

### Potere energetico
La combustione di un metro cubo di gas naturale di tipo commerciale generalmente produce circa 38 MJ, ossia 10,6 kWh.
Più precisamente si ha:
- Potere calorifico superiore: 13 284 kcal/kg oppure 9 530 kcal/Nm³ equivalenti a 39,9 MJ/Nm³
- Potere calorifico inferiore: 11 946 kcal/kg oppure 8 570 kcal/Nm³ equivalenti a 35,88 MJ/Nm³

Questi valori sono solo indicativi e variano a seconda del distributore, in funzione della composizione chimica del gas naturale distribuito ai clienti che può variare nel corso dell'anno anche con lo stesso distributore.

## Stoccaggio e trasporto

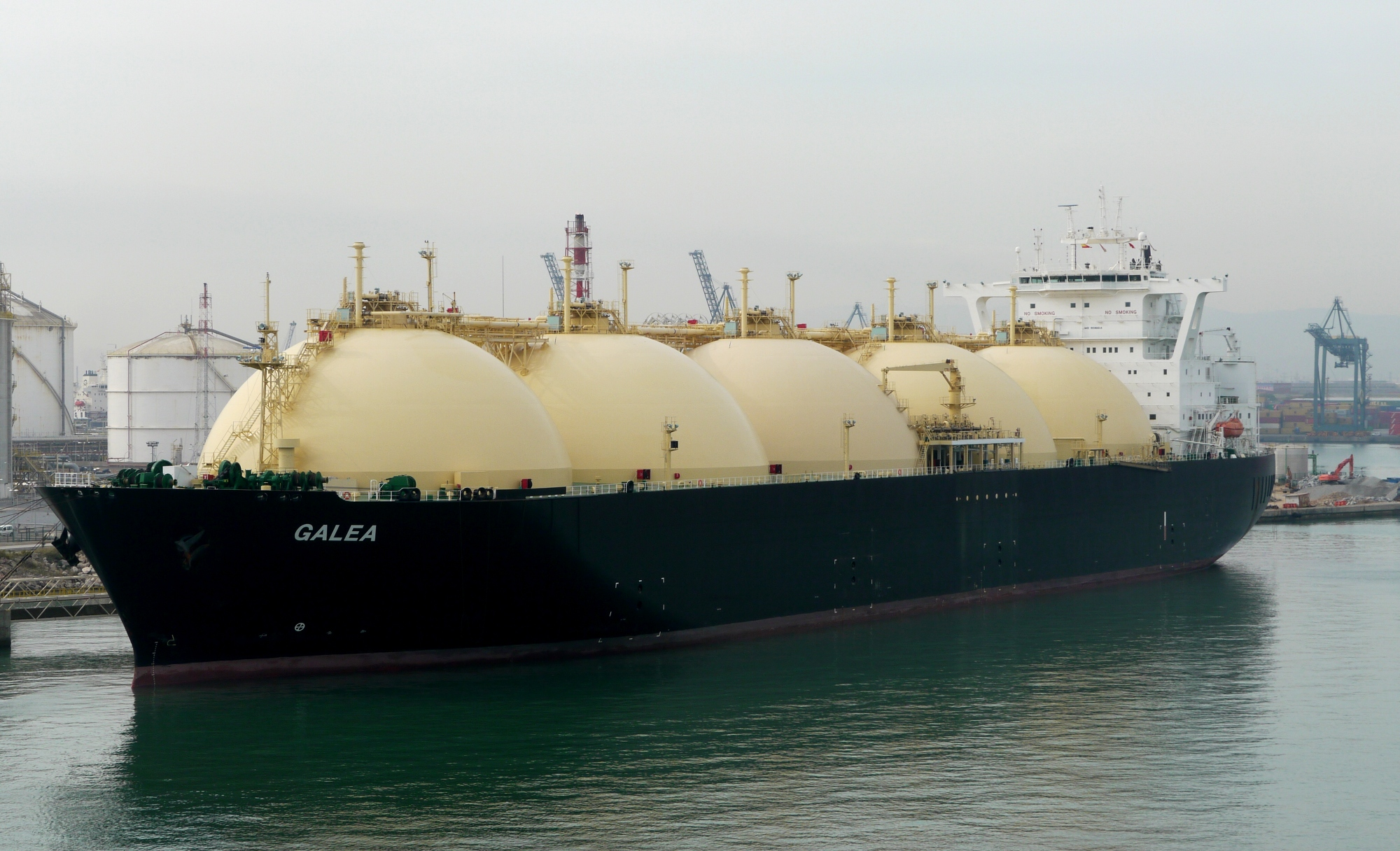
Nave metaniera

La principale difficoltà nell'utilizzo del gas naturale è posta dal suo trasporto dal campo di estrazione alla rete di consumo. 
I gasdotti sono economici, ma non consentono l'attraversamento degli oceani e soprattutto, poiché nel loro percorso internazionale devono attraversare molti Stati, ciascuno di essi potrebbe decidere d'interromperne il flusso per motivi politici o bellici.
In alternativa, previa liquefazione, si ricorre al suo trasporto navale su apposite navi metaniere, che hanno costi elevati e comportano determinati problemi di sicurezza. Rispetto alla soluzione dei gasdotti fissi, questa alternativa ha l'indubbio vantaggio di poter diversificare in ogni momento la fonte di approvvigionamento più sicura o economica. Il gas naturale viene compresso per essere immagazzinato liquefatto.

## Distribuzione e vendita
Il gas naturale compresso, in bombole, viene usato nelle zone rurali o comunque dove non sia possibile o conveniente il collegamento alle condotte che costituiscono la rete di distribuzione urbana in bassa pressione e sono gestite da società concessionarie (distributori) con contratti di lunga durata pur essendo normalmente di proprietà pubblica.

### In Italia
La distribuzione se vendita sono state oggetto di una completa revisione normativa nell'ambito del processo di liberalizzazione del mercato del gas.
L'autorità per l'energia elettrica e il gas è un'istituzione formalmente indipendente fondata nel 1995 e operativa dal 23 aprile 1997 che, in seguito alle decisioni del 1996 e del 1998 dell'Unione europea di liberalizzare i settori dell'energia elettrica e del gas naturale, ha sostituito di fatto i monopoli presenti nella maggior parte dei paesi aderenti all'Unione, assumendo il ruolo di soggetto regolatore dei mercati liberalizzati. Ha la funzione di favorire lo sviluppo di mercati concorrenziali nelle filiere elettriche e del gas naturale, principalmente tramite la regolazione tariffaria, l'accesso alle reti, il funzionamento dei mercati e la tutela degli utenti finali.
In Italia il definitivo passaggio al regime di mercato libero per il mercato dell'energia è previsto nel 2024: da quel momento il prezzo delle risorse energetiche non sarà più stabilito dall'Autorità dell'energia (ARERA), ma sarà determinato dal mercato, in un regime di concorrenza fra gli operatori del settore. Ciò comporta la conclusione del servizio di tutela, in cui la fornitura di gas naturale è a condizioni economiche (prezzo) e contrattuali definite dall'Autorità dell'energia.
Come previsto dall'ARERA, infatti, il superamento della tutela di prezzo è previsto per le famiglie alla data del 10 gennaio 2024, entro la quale sarà assegnato il "servizio a tutele graduali" ai clienti domestici che, entro tale data, non avessero scelto un fornitore operante nel mercato libero.

## Trasformazione in carburante liquido
Visto il costo sempre più alto del petrolio, è diventato conveniente il processo di trasformazione del gas naturale in carburanti liquidi, principalmente nafta e gasolio. Tale processo è chiamato GTL (Gas to Liquids) ed è basato su una tecnologia chiamata Fischer-Tropsch utilizzata dai chimici tedeschi durante la seconda guerra mondiale. I tedeschi, non avendo a disposizione giacimenti petroliferi, per alimentare la loro macchina bellica utilizzavano carbone, il quale, dopo essere stato gassificato, veniva convertito in carburante liquido. Il Processo Fischer-Tropsch utilizza un catalizzatore a base di cobalto o di ferro per produrre condensati e cera a partire dal gas naturale opportunamente trattato.
La tecnica fu messa a punto dai chimici Franz Fischer e Hans Tropsch, ricercatori presso l'Istituto Kaiser Wilhelm, che la brevettarono nel 1925. Il primo impianto pilota fu realizzato nel 1934 in Germania, a cui fece seguito l'applicazione su scala industriale nel 1936. Durante la seconda guerra mondiale, il processo Fischer-Tropsch ebbe un ruolo importante per la Germania, fornendo energia attraverso la gassificazione del carbone e riducendo la dipendenza dalle scorte estere di petrolio.

## Usi

### Generazione di energia elettrica
Il gas naturale è una delle principali fonti utilizzate per la produzione di energia elettrica in molti tipi di centrali elettriche. Nei cicli convenzionali alimenta bruciatori che producono vapore destinato ad azionare turbine, mentre nelle centrali a turbogas viene direttamente bruciato in turbine a combustione interna. Le più efficienti centrali a gas combinano una turbina a gas (primo stadio) con una a vapore (secondo stadio) la cui caldaia è alimentata dai gas combusti in uscita dalla turbina a gas. Si tratta di centrali dette "a ciclo combinato".
Il calore ulteriormente residuo può ancora essere utilizzato, per esempio per il riscaldamento tramite una rete di teleriscaldamento, o, più raramente, per la refrigerazione (ci si riferisce comunemente ai casi di produzione combinata di energia elettrica e calore con il termine di cogenerazione).

### Utilizzo come combustibile per autotrazione
Il gas naturale, molto spesso denominato "metano", anche se in realtà è composto da metano e altri gas, è utilizzato in Italia come combustibile per autotrazione sin dagli anni trenta quando la politica dell'autarchia spinse la tecnica del momento a cercare nuove soluzioni per l'utilizzo di carburanti alternativi come il gasogeno e il gas naturale. L'Italia lo importa ed esso è un idrocarburo gassoso.

### Uso domestico, commerciale, industriale
Il gas naturale viene fornito alle abitazioni, alle attività commerciali e agli impianti industriali. Gli usi più comuni sono per cucinare, per scaldare l'acqua sanitaria, per il riscaldamento e il condizionamento degli edifici. In alcuni usi industriali, può essere utilizzato per raggiungere temperature non oltre i 1 000 °C.
Nell'industria chimica è ampiamente usato come materia prima. Il metano viene utilizzato per la produzione di ammoniaca, metanolo e benzene. L'etano viene utilizzato per la produzione di etilene, mentre il propano per la produzione di propilene, acido acrilico e acrilonitrile.

## Fonti
Il gas naturale viene estratto da giacimenti misti di gas e petrolio o solo di gas. I più grandi giacimenti conosciuti si trovano nel Golfo Persico (Qatar e Iran), ma il paese che singolarmente possiede le maggiori riserve conosciute è la Russia.
Oltre ai tradizionali giacimenti, negli ultimi decenni si è intensificata la produzione anche di shale gas e tight gas (soprattutto negli Stati Uniti).
Una piccola percentuale di gas naturale viene estratta anche dalle miniere di carbone - è il cosiddetto CBM (Coal Bed Methane).

### Altre fonti possibili
Un'altra fonte di gas naturale, qui denominato biogas, sono le discariche, nelle quali si forma con la decomposizione dei rifiuti.
In Ontario e in Danimarca è in progetto l'estrazione di metano dal letame prodotto da allevamenti di animali (principalmente maiali e bovini) per generare energia elettrica. Con uno di questi impianti a biogas si riesce a produrre energia elettrica sufficiente per una piccola città (250 MW). Questo metodo può essere ulteriormente migliorato aggiungendo altro materiale organico come la parte organica fermentabile dei rifiuti domestici.

## Riserve e consumi

### Produttori e riserve

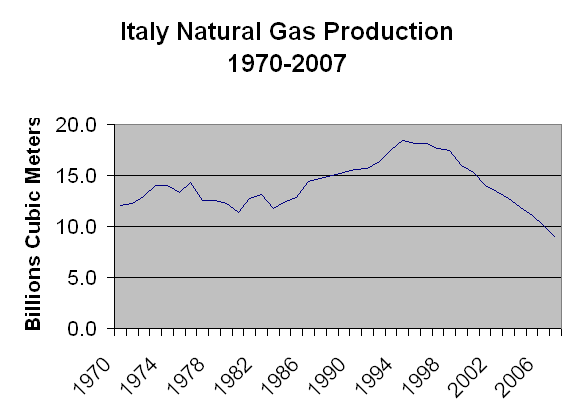
Produzione del gas naturale in Italia tra 1970 e il 2007

Secondo i dati Eni, nel 2010 sono stati consumati, nel mondo, 3 253 miliardi di m³ di gas naturale. Alla fine dello stesso anno le riserve ammontavano a 190 878 miliardi di m³; assumendo costanti i consumi, le riserve note non si estinguerebbero prima di 59 anni. Nel decennio 1994-2004, però, i consumi sono aumentati in media del 2,7% all'anno, e si ravvisa qualche problema in particolare per l'Occidente.
I principali produttori di gas naturale sono:
| Produttore          | Riserve | Produzione annua | Vita media riserve (anni) |
| Russia              | 46.000  | 624,61           | 74                        |
| Iran                | 29.610  | 146,41           | 202                       |
| Qatar               | 25.267  | 127,97           | 198                       |
| Arabia Saudita      | 8.287   | 79,77            | 99                        |
| Emirati Arabi Uniti | 6.504   | 51,09            | 119                       |
| Stati Uniti         | 7.721   | 600,15           | 13                        |
| Nigeria             | 5.338   | 32,06            | 243                       |
| Algeria             | 4.504   | 86,58            | 52                        |
| Venezuela           | 5.327   | 24,50            | 214                       |
| Norvegia            | 2.485   | 108,73           | 26                        |
| Turkmenistan        | 8.340   | 43,17            | 193                       |
| Indonesia           | 2.960   | 91,47            | 32                        |
| Australia           | 3.225   | 51,39            | 63                        |
| Malaysia            | 2.362   | 64,26            | 37                        |
| Kazakistan          | 1.950   | 28,38            | 69                        |
| Uzbekistan          | 1.682   | 62,83            | 27                        |
| Cina                | 2.751   | 96,60            | 28                        |
| Egitto              | 2.883   | 60,06            | 36                        |
| Canada              | 1.685   | 157,66           | 11                        |

Secondo dati ENI, nel 2010 le riserve mondiali stimate sono di 190 878 miliardi di metri cubi e i maggiori produttori sono:
Russia 19,3%,
Iran 4,5%,
Qatar 4,0%,
Arabia Saudita 2,5%,
USA 18,6%,
Algeria 2,7%,
Canada 4,9%,
Cina 3,0%,
Indonesia 2,8%,
Norvegia 3,4%,
Resto del mondo 34,4%.
Possiamo aggiungere:
- I Paesi Bassi, che nel 2011 avevano riserve per 1 222 miliardi di m³ con una vita residua di 16 anni, sulla base di una produzione annua di 75,66 miliardi di m³;
- il Regno Unito, che nel 2011 aveva riserve per 494 miliardi di m³ con una vita residua di 9 anni, sulla base di una produzione annua di 61,32 miliardi di m³.

### Gas remoto
Una porzione delle riserve di gas globale richiede allo stato un costo infrastrutturale troppo elevato per essere trasportata alle effettive aree di utilizzo. Tale gas prende il nome di "gas remoto" e include sia il gas non ancora estratto dai giacimenti già individuati sia quello associato alla produzione di petrolio, spesso liberato o bruciato o reiniettato nel giacimento stesso. Per sopperire alla domanda futura di gas e accrescerne l'offerta la valorizzazione del gas remoto è considerata una possibile opzione da percorrere.

### Paesi importatori
La situazione si chiarisce ulteriormente dando uno sguardo alle importazioni.
| Importatore | Totale | Principali esportatori | Principali esportatori | Principali esportatori | Principali esportatori | Principali esportatori | Principali esportatori | Principali esportatori | Principali esportatori |
|             |        | Canada                 | Russia                 | Algeria                | Norvegia               | Paesi Bassi            | Indonesia              | Malaysia               | Australia              |
| Stati Uniti | 106,59 | 92,24                  |                        |                        |                        |                        |                        |                        |                        |
| Germania    | 89,39  |                        | 32,07                  |                        | 30,08                  | 22,40                  |                        |                        |                        |
| Giappone    | 85,90  |                        |                        |                        |                        |                        | 17,25                  | 16,79                  | 15,87                  |
| Italia      | 69,28  |                        | 22,92                  | 22,71                  | 4,81                   | 7,21                   |                        |                        |                        |

La Germania importa da paesi che dispongono di riserve con vita residua compresa tra 20 e 79 anni.
Il Giappone importa gas naturale liquefatto da paesi che dispongono di riserve con vita residua compresa tra 31 e 64 anni.
Gli Stati Uniti, dopo la scoperta di enormi depositi di gas naturale chiamato shale gas contenuto all'interno delle rocce argillose e lo sviluppo delle trivellazioni orizzontali necessarie per estrarlo, possono contare su una disponibilità di gas enorme: 200 biliardi (200x1015) di piedi cubici di gas. Per dare un'idea, le riserve mondiali di gas attualmente conosciute ammontano a 6 biliardi (6x1015) di piedi cubici, come ha affermato Alan Greenspan il 20 maggio 2005.

## Sicurezza
Il gas, in natura inodore e incolore, viene, prima di essere immesso nelle reti cittadine, miscelato deliberatamente con una miscela di sostanze odorizzanti, principalmente appartenenti a due tipi di composti chimici (TBM o terziar-butilmercaptano, o anche THT o tetraidrotiofene) con un forte e cattivo odore al fine di renderlo immediatamente riconoscibile all'olfatto e quindi evitare, a causa di inavvertibili sacche di gas, esplosioni. Nell'industria il gas metano non viene odorizzato. Nelle miniere vengono installati sensori e l'ambiente minerario è specificamente sviluppato per evitare fonti di accensione del gas (ad esempio la lampada di Davy).
Il gas naturale non è di per sé tossico. In taluni giacimenti, però, è disciolta nel gas naturale una certa quantità di solfuro di idrogeno, gas altamente tossico anche a bassissime concentrazioni.

## Impatti ambientali del gas naturale

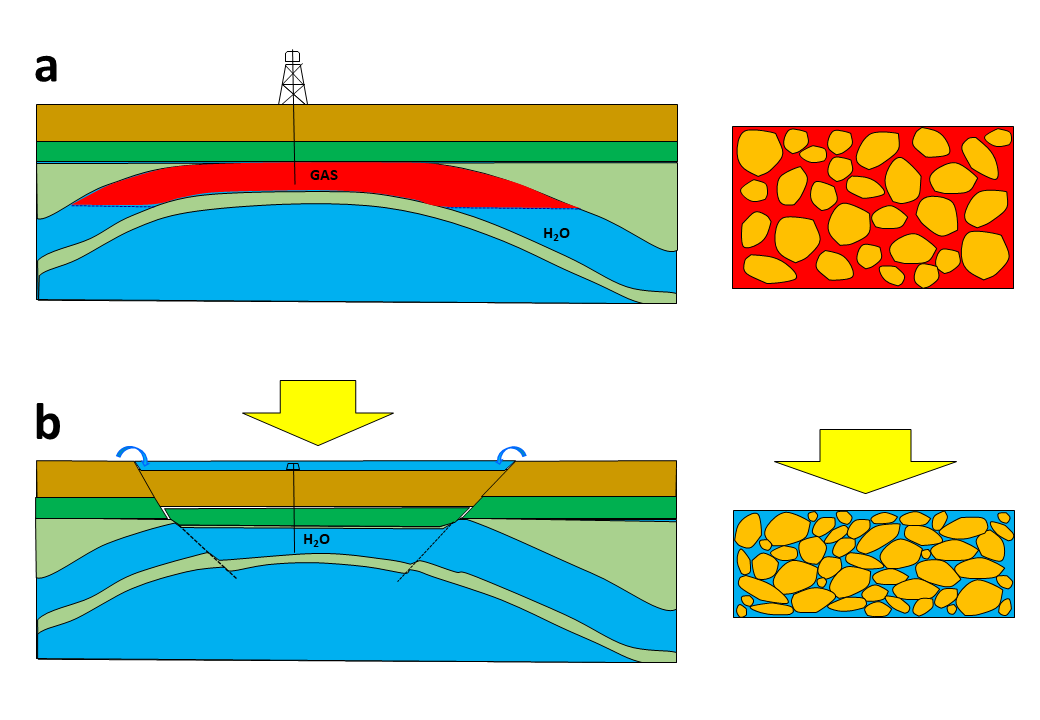
Subsidenza dovuta alla produzione di idrocarburi dal sottosuolo. Nello schema è indicato, a titolo esemplificativo, un accumulo di gas naturale entro una struttura tettonica ad anticlinale; nell'esempio, la roccia serbatoio è una sabbia. a) Prima dell'inizio della produzione, nella roccia serbatoio i granuli del sedimento sono sostenuti dalla pressione del fluido di giacimento (gas). b) Con il progredire della produzione di gas (qui è rappresentata per semplicità solo la fase finale in cui tutto il gas è stato prodotto), la pressione diminuisce drasticamente e i granuli, non più sostenuti dalla pressione di giacimento e sotto la spinta dei sedimenti soprastanti, si dispongono secondo una nuova configurazione più compatta. Questo ha come effetto la diminuzione del volume occupato dai sedimenti della roccia serbatoio e l'aumento locale della subsidenza, che si propaga ai livelli soprastanti il giacimento.

La combustione del gas naturale genera, anche se in misura minore rispetto agli altri combustibili fossili, gas serra (soprattutto l'anidride carbonica) che contribuiscono al surriscaldamento del pianeta. Lo stesso gas metano incombusto risulta un gas serra molto potente che, sebbene in concentrazioni minori rispetto all'anidride carbonica, risulta più dannoso di circa 28 volte rispetto a questa se si considera l'effetto a 100 anni; il valore diventa 84 se si considera l'effetto a 20 anni.
Inoltre, l'attività di estrazione e degli accumuli di idrocarburi può causare un aumento locale della subsidenza, con ripercussioni dirette sulla stabilità di edifici e impianti, e facilitando il ristagno delle acque superficiali. Se l'area di produzione è prossima alla costa, la subsidenza può avere come effetto l'invasione da parte delle acque marine di aree prima emerse. L'entità della subsidenza è tanto maggiore quanto la roccia serbatoio ('reservoir') da cui avviene la produzione di fluidi (gas naturale o anche petrolio) è superficiale. Questa problematica è diffusa anche in Italia, soprattutto nelle pianure costiere e in particolare nel Delta del Po e sulla costa adriatica in seguito all'estrazione di gas naturale e acque di giacimento da bassa profondità. L'estrazione e il trasporto del gas possono inoltre generare ulteriore inquinamento.
Gli esperti si attendono per i prossimi anni un'impennata nell'uso di gas naturale, conseguente alla richiesta di fonti alternative al petrolio.
Normalmente, gli inquinanti principali sono: anidride carbonica, monossido di carbonio, ozono, ossidi di azoto. Sono però molto ridotti i seguenti inquinanti: particolato, ossidi di zolfo, idrocarburi incombusti (tra cui benzine). Le emissioni però dipendono molto dal modo in cui avviene la combustione. In un motore per automobili o per veicoli pesanti, per esempio si riscontrano emissioni di particolato ultrafine molto superiori a quelle di un motore Diesel moderno (dotato di filtro), per certi veicoli fino a oltre 100 volte in termini di numero di particelle se si considerano le particelle fino a 3 nm. Dato che la legislazione attuale considera solo le particelle fino a 23 nm, tale particolato ultrafine non viene generalmente considerato.